# 20 złotych 80. rocznica wybuchu Powstania Warszawskiego
20 złotych 80. rocznica wybuchu Powstania Warszawskiego – polski banknot kolekcjonerski o nominale dwudziestu złotych, wprowadzony do obiegu 26 lipca 2024 roku, zarządzeniem z 15 lipca 2024 r.

## Awers

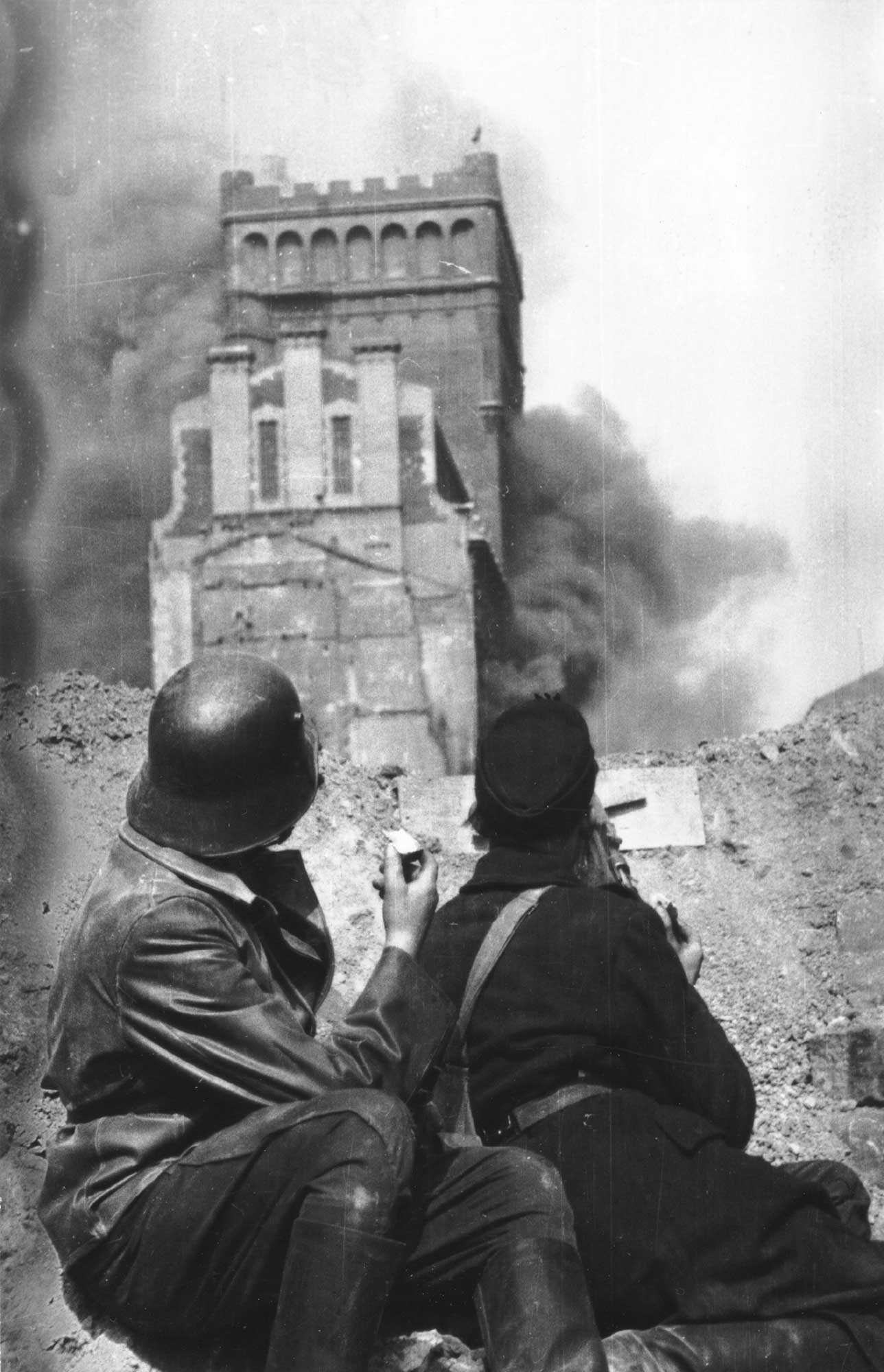
Zdjęcie autorstwa Eugeniusza Lokajskiego użyte na banknocie

Po lewej stronie awersu banknotu zostały zaprezentowane sylwetki powstańców na barykadzie, którzy obserwują płonący budynek PAST-y na ul. Zielnej w Warszawie. Natomiast kolejna scena, umieszczona na środku banknotu, przedstawia grupę osób otaczającą jeńców niemieckich przed kamienicą przy ul. Jasnej po zdobyciu PAST-y przez powstańców.

## Rewers
Na rewersie umieszczono sylwetki powstańców z karabinami na tle fragmentu zniszczonej zabudowy ul. Krakowskie Przedmieście oraz ołtarz polowy w trakcie mszy odprawianej przez kpt. księdza Mieczysława Paszkiewicza w podwórzu przy ul. Poznańskiej.

## Nakład
Polska Wytwórnia Papierów Wartościowych wydrukowała 80 000 banknotów, o wymiarach 150 × 77 mm, wg projektu Justyny Kopeckiej.

## Opis
Jest to 16. banknot kolekcjonerski wydany przez PWPW i upamiętnia 80. rocznicę wybuchu Powstania Warszawskiego.

## Zabezpieczenia
Banknot ma zabezpieczenia takie jak:
- druk irysowy
- druk techniką stalorytniczą
- farba zmienna optycznie w zależności od kąta patrzenia
- mikrodruk
- nitka zabezpieczająca
- oznaczenie dla niewidomych
- recto-verso
- znak UV
- znak wodny.